# イアニス・クーロス
イアニス・クーロス（ギリシア語: Γιάννης Κούρος、1956年2月13日 - ）はギリシャトリポリ生まれのウルトラマラソンランナー。「走る神」や「ピリッピデスの後継者」との異名をとる。彼は100マイルから1,000マイルまでの多くの男性の屋外ロード世界記録と12時間走から6日間走までの多くのロードとトラックの記録を保持している。1991年に、彼はマラソンの歴史を記録する映画「マラソンの物語：英雄の旅」でピリッピデスとして出演した。
クーロスは、1984年にスパルタスロンを新記録で優勝 、1985年にシドニーからメルボルンへのウルトラマラソンで5日5時間7分6秒という新記録で優勝したことで有名になった。彼はクリフ・ヤングが保持していた前の記録を破った。クーロスは彼のランニングキャリアの一部としてオーストラリア市民権を保持し、2019年にオーストラリアウルトラランナー協会の殿堂入りした。
クーロスは自身の成功の秘訣として、「他の人は疲れたらやめるが、私はやめない。私は心で体を制御する。疲れていないと言いきかせている」と述べている。
クーロスは1,000を超える詩も書いているが、そのうちのいくつかは彼の著書Symblegmata（Clusters）とThe Six-Day Run of theCenturyに掲載されている。

## 記録

### ディスタンスレース
| 100マイル   | ロード   | 11時間46分37秒     | 13.665 km/h (8.491 mph) |
| 1,000 km    | トラック | 5日16時間17分00秒  | 7.338 km/h (4.560 mph)  |
| 1,000 km    | ロード   | 5日20時間13分40秒  | 7.131 km/h (4.431 mph)  |
| 1,000マイル | トラック | 10日10時間30分36秒 | 6.424 km/h (3.992 mph)  |

### タイムレース
| 12時間 | ロード   | 162.543 km (101.000 mi)   | 13.545 km/h (8.416 mph) |
| 24時間 | ロード   | 290.221 km (180.335 mi)   | 12.093 km/h (7.514 mph) |
| 24時間 | トラック | 303.506 km (188.590 mi)   | 12.646 km/h (7.858 mph) |
| 48時間 | ロード   | 433.095 km (269.113 mi)   | 9.023 km/h (5.607 mph)  |
| 48時間 | トラック | 473.495 km (294.216 mi)   | 9.875 km/h (6.136 mph)  |
| 6日間  | ロード   | 1,028.370 km (638.999 mi) | 7.142 km/h (4.438 mph)  |
| 6日間  | トラック | 1,038.851 km (645.512 mi) | 7.214 km/h (4.483 mph)  |